# À l'ombre des filles
 (mars 2021).
Si vous disposez d'ouvrages ou d'articles de référence ou si vous connaissez des sites web de qualité traitant du thème abordé ici, merci de compléter l'article en donnant les références utiles à sa vérifiabilité et en les liant à la section « Notes et références ».
Pour plus de détails, voir Fiche technique et Distribution.
À l'ombre des filles est un film franco-belge réalisé par Étienne Comar, sorti en 2021.

## Synopsis
Luc est un chanteur lyrique renommé. En pleine crise personnelle, il accepte d’animer un atelier de chant dans un centre de détention pour femmes. Il se trouve vite confronté aux tempéraments difficiles des détenues. 
Entre bonne conscience et quête personnelle, Luc va alors tenter d’offrir à ces filles un semblant de liberté.

## Fiche technique
- Réalisation : Étienne Comar
- Scénario : Étienne Comar, avec la collaboration de Didier Vinson, Marine Ninaud, Marcia Romano et Raphaëlle Moussafir
- Musique : Arthur Simonini
- Photographie : Colin Lévêque
- Décors : Paul Rouschop
- Costumes : Oriol Nogues
- Son : Benoit de Clerk - Stéphane Thiébaut
- Montage : Monica Coleman
- Production : Didar Domerhi
  - Coproduction : Jacques Henri Bronckart et Gwenaëlle Libert
- Sociétés de production : Maneki Films et Arches Films, avec la participation de la SOFICA Manon 10
- Société de distribution : Ad Vitam
- Pays de production :  France et  Belgique
- Langue originale : français
- Format : couleur - 1,33:1 - Super 16mm - son DTS et Dolby Digital
- Genre : Film musical
- Durée : 106 minutes
- Dates de production : août 2020 - mars 2021
- Date de sortie :
  - France : 12 décembre 2021 (festival des Arcs) ; 13 avril 2022 (sortie nationale)

## Distribution
- Alex Lutz : Luc
- Agnès Jaoui : Catherine
- Veerle Baetens : Carole
- Hafsia Herzi : Jess
- Marie Berto  : Jeannine
- Fatima Berriah : Noor
- Anna Najder : Marzena
- Gwen Berrou : sœur de Luc
- Emmanuelle Bonmariage : Benezet
- Michèle Moretti : Vera
- Laura Sepul : serveuse
- Yves Heck : Vincent
- Jean-Michel Balthazar : surveillant pénitentiaire
- Michaël Andrieu : examinateur
- Frédéric Clou : Surveillant parloir 1

## Production
Le tournage a notamment eu lieu en Belgique, dans la prison de Marche-en-Famenne.

## Sélections
- Les Arcs Film Festival 2021 : compétition officielle
- Festival international du film de Mons[Quand ?] : film d’ouverture